# David Alan Grier
David Alan Grier (ur. 30 czerwca 1955 w Detroit w stanie Michigan) – amerykański aktor filmowy i telewizyjny, komik.

## Filmografia

### filmy fabularne
- 1983: Chorągiewki (Streamers) jako Roger
- 1984: Opowieści żołnierza jako kapral Cobb
- 1985: Piwo jako Elliott Morrison
- 1987: Strzał z biodra (From the Hip) jako Steve Hadley
- 1988: Sajgon (Off Limits) jako Rogers
- 1990: Zwariowani detektywi jako Drummond
- 1992: Bumerang (Boomerang) jako Gerard
- 1994: Służba nie drużba jako Fred Ostroff
- 1995: Opowieść o trzech niedźwiadkach jako Spike
- 1995: Jumanji jako policjant Carl Bentley
- 1997: Doborowa jednostka jako Charles T. Parker
- 1999: Stuart Malutki jako Czerwony (głos)
- 2000: Rocky i Łoś Superktoś jako Measures (głos)
- 2000: Wróć do mnie jako Charlie Johnson
- 2003: Małe jest piękne jako Jerry Robin Jr.
- 2004: Zły dotyk jako Bob
- 2005: Czarownica jako Jim Fields
- 2006: Mały jako Jimmy
- 2008: Krewki pocałunek jako Griller
- 2009: (Nie) Tylko taniec jako Sugar Bear
- 2009: Astro Boy jako pan Squirt / kowboj Math / bokser Robot (głos)
- 2011: Czerwony Kapturek 2. Pogromca zła jako Moss Troll (głos)
- 2013: Peeples jako Virgil Peeples

### seriale TV
- 1969: Ulica Sezamkowa jako Aladyn
- 1985: McCall jako sierżant
- 1987: Inny świat jako profesor Byron Walcott
- 1989: Alf jako agent FBI
- 1990: Sprawiedliwi jako Stone
- 1995: Saturday Night Live jako Antoine Meriweather
- 1995: Życie jak sen jako Marshall
- 1995: Pinky i Mózg jako Marlon (głos)
- 1998: Herkules jako Memnon (głos)
- 1999: Kenan i Kel jako David Alan Grier
- 2001: On, ona i dzieciaki jako Jimmy
- 2011: Happy Endings jako Terry Chuckles